# Gianfranco Comotti
Gianfranco Alessandro Maria Comotti, detto Franco (Brescia, 24 luglio 1906 – Bergamo, 10 maggio 1963), è stato un pilota automobilistico italiano.

## Carriera
Il suo debutto fu nel 1928 al Gran Premio d'Italia su una Talbot Darracq 700.
Nel 1930 passò all'Alfa Romeo, dove vinse il Gran Premio di Napoli nel 1933 su una Alfa Romeo 8C 2600, e conquistò nel 1934 il Gran Premio di Comminges. Dopo la seconda guerra mondiale entrò in Talbot-Lago.
Le sue partecipazioni alla Formula 1 furono nel 1950 e nel 1952, prima con la Maserati e poi, brevemente, con la Ferrari.
Dopo il suo ritiro dalle competizioni, Comotti entrò in BP e lavorò in Nordafrica.
Comotti fu uno dei nove fondatori del Club international des anciens pilotes de Grand Prix F1 nel 1962.

## Risultati in Formula 1
| 1950 | Scuderia        | Vettura |  |  |  |  |  |  |     |  | Punti | Pos. |
| ---- | --------------- | ------- |  |  |  |  |  |  | --- |  | ----- | ---- |
| 1950 | Scuderia Milano | 4CLT/50 |  |  |  |  |  |  | Rit |  | 0     |      |

| 1952 | Scuderia          | Vettura |  |  |  |    |  |  |  |  | Punti | Pos. |
| ---- | ----------------- | ------- |  |  |  | -- |  |  |  |  | ----- | ---- |
| 1952 | Scuderia Marzotto | 166 F2  |  |  |  | 12 |  |  |  |  | 0     |      |

| Legenda | 1º posto     | 2º posto | 3º posto    | A punti         | Senza punti/Non class.  | Grassetto – Pole position Corsivo – Giro più veloce |
| Legenda | Squalificato | Ritirato | Non partito | Non qualificato | Solo prove/Terzo pilota | Grassetto – Pole position Corsivo – Giro più veloce |